# François Gauthier-Drapeau
François Gauthier-Drapeau (* 27. Januar 1998 in Alma (Québec)) ist ein kanadischer Judoka.

## Sportliche Karriere
François Gauthier-Drapeau kämpft seit 2017 in der Gewichtsklasse bis 81 Kilogramm.
Im April 2022 gewann er eine Bronzemedaille bei den Panamerikanischen Meisterschaften. Im August 2022 erreichte er das Finale bei den Commonwealth Games in Birmingham und verlor dann gegen den Engländer Lachlan Moorhead. Im Oktober 2022 schied er bei den Weltmeisterschaften in Taschkent in seinem Auftaktkampf aus.
Im Mai 2023 bei den Weltmeisterschaften in Doha verlor Gauthier-Drapeau im Viertelfinale gegen den Israeli Sagi Muki. Mit einem Sieg in der Hoffnungsrunde erreichte der Kanadier den Kampf um Bronze und verlor gegen den Südkoreaner Lee Joon-hwan. Im September siegte Gauthier-Drapeau im Finale der Panamerikanischen Meisterschaften gegen den Brasilianer Guilherme Schimidt.
Im April 2024 standen sich die beiden im Finale der Panamerikanischen Meisterschaften erneut gegenüber und diesmal gewann der Brasilianer. Im Mai 2024 bei den Weltmeisterschaften in Abu Dhabi unterlag Gauthier-Drapeau im Achtelfinale dem Russen David Karapetjan. Bei den Olympischen Spielen in Paris gewann der Kanadier seine ersten beiden Kämpfe und erreichte damit das Viertelfinale. Dort verlor er gegen den Italiener Antonio Esposito und belegte am Ende  den siebten Platz.
Anfang 2025 gewann François Gauthier-Drapeau beim Grand Slam in Paris. Es war sein erster Grand-Slam-Sieg, nachdem er zuvor bereits einmal Zweiter und siebenmal Dritter geworden war.